# لئون ویزلتیر
لئون ویزلتیر (به انگلیسی: Leon Wieseltier) (زاده: ۱۴ ژوئن ۱۹۵۲، بروکلین) نویسنده، منتقد و فیلسوف آماتور آمریکایی است. وی از ۱۹۸۳ سردبیری بخش ادبی هفته نامه نیو ریپابلیک را بر عهده دارد. وی فارغ‌التحصیل دانشگاه هاروارد است.